# Tosena melanoptera
Tosena melanoptera (лат.) — вид певчих цикад из семейства Cicadidae, обитающий в Юго-Восточной Азии. Он был описан Адамом Вайтом в 1846 году по материалам, собранным в Северной Индии. Он также был зарегистрирован в Таиланде и Вьетнаме.